# Maloja (huyện)
Huyện Maloja (tiếng Pháp: District du Maloja, tiếng Đức: Bezirk Maloja) là một huyện hành chính của Thụy Sĩ. Huyện này thuộc bang Graubünden. Huyện Maloja có diện tích 974 km², dân số theo thống kê của cục thống kê Thụy Sĩ năm 1999 là 17585 người. Trung tâm của huyện đóng ở Sankt Moritz. Mã của huyện là 1827.